# Episodi di Doogie Howser (seconda stagione)
La seconda stagione della serie televisiva Doogie Howser è stata trasmessa in anteprima negli Stati Uniti d'America dalla ABC tra il 12 settembre 1990 e il 1º maggio 1991.
| nº | Titolo originale                          | Titolo italiano | Prima TV USA      | Prima TV Italia |
| -- | ----------------------------------------- | --------------- | ----------------- | --------------- |
| 1  | Doogenstein                               |                 | 12 settembre 1990 |                 |
| 2  | Guess Who's Coming to Doogie's            |                 | 19 settembre 1990 |                 |
| 3  | Ask Dr. Doogie                            |                 | 26 settembre 1990 |                 |
| 4  | C'est la Vinnie                           |                 | 3 ottobre 1990    |                 |
| 5  | Car Wars                                  |                 | 10 ottobre 1990   |                 |
| 6  | Doogie Sings the Blues                    |                 | 17 ottobre 1990   |                 |
| 7  | Academia Nuts                             |                 | 24 ottobre 1990   |                 |
| 8  | Revenge of the Teenage Dead               |                 | 31 ottobre 1990   |                 |
| 9  | Nautilus for Naught                       |                 | 7 novembre 1990   |                 |
| 10 | Don't Let the Turkeys Get You Down        |                 | 14 novembre 1990  |                 |
| 11 | Oh Very Young                             |                 | 28 novembre 1990  |                 |
| 12 | TV or Not TV                              |                 | 5 dicembre 1990   |                 |
| 13 | A Woman Too Far                           |                 | 12 dicembre 1990  |                 |
| 14 | Presumed Guilty                           |                 | 2 gennaio 1991    |                 |
| 15 | To Live and Die in Brentwood              |                 | 9 gennaio 1991    |                 |
| 16 | Air Doogie                                |                 | 23 gennaio 1991   |                 |
| 17 | A Life in Progress                        |                 | 30 gennaio 1991   |                 |
| 18 | My Two Dads                               |                 | 6 febbraio 1991   |                 |
| 19 | Nobody Expects the Spanish Inquisition    |                 | 13 febbraio 1991  |                 |
| 20 | Fatal Distraction                         |                 | 20 febbraio 1991  |                 |
| 21 | The Doctor, the Wife, her Son and the Job |                 | 13 marzo 1991     |                 |
| 22 | Planet of the Dateless                    |                 | 20 marzo 1991     |                 |
| 23 | Doogie's Wager                            |                 | 3 aprile 1991     |                 |
| 24 | A Kiss Ain't Just a Kiss                  |                 | 24 aprile 1991    |                 |
| 25 | Dances with Wanda                         |                 | 1º maggio 1991    |                 |